# ダヴィデ・ランザファーメ
ダヴィデ・ランザファーメ（Davide Lanzafame, 1987年2月9日 - ）は、イタリア・ピエモンテ州トリノ出身の元サッカー選手。現役時代のポジションはFWで主にセカンドトップ、ウィング。ランツァファーメとも表記される。

## 経歴
ユヴェントスFCのプリマヴェーラで頭角を現し、2006-07シーズンにファーストチームへ昇格。2007-08シーズンに期限付き移籍したASバーリでは37試合出場で10得点をマークする。この活躍が認められU-21イタリア代表監督のピエルルイジ・カジラギから招集を受ける。
2008-09シーズンは、ユヴェントスがUSチッタ・ディ・パレルモのアマウリを獲得した為、これに伴い移籍金の一部としてパレルモへ共同保有の形で移籍。しかし出場機会に恵まれず、同シーズンの1月にはバーリとローン契約を結んだ。
2009-10シーズンは、パルマFCとローン契約を結ぶ。
途中出場が多かったが、シーズン終盤の第36節ASローマ戦で2点ビハインドの展開から途中出場し1ゴールを挙げると、翌週の第37節ユヴェントス戦では先発出場を果たし、ホームの古巣を相手に2ゴールを挙げ、チームを逆転勝利に導く。更に最終節のASリヴォルノ・カルチョ戦でも2ゴールを挙げるなど勢いは止まらず、シーズン終了までの残り3節で5ゴールを挙げるゴールラッシュを魅せシーズンを終える。
2010-11シーズンは、ユヴェントスに復帰。しかし、出場機会に恵まれず、同シーズンの1月にはブレシア・カルチョとローン契約を結んだ。
2011年6月入札によりパレルモに完全移籍したものの、マティアス・シルベストレのトレード要員としてカルチョ・カターニアと共同保有になった。2012年6月22日、カターニアが全保有権を獲得。
2012年9月10日、USグロッセートFCへのレンタル移籍が発表された。
2016年1月21日、ペルージャ・カルチョからノヴァーラ・カルチョに移籍することが発表された。
同年8月25日、ネムゼティ・バイノクシャーグIのブダペスト・ホンヴェードFCに復帰した。加入初年度でリーグ戦25試合に出場しクラブのリーグ優勝に貢献。翌シーズンにはリーグ戦18得点を挙げ得点王を獲得した。
2018-19シーズンより、フェレンツヴァーロシュTCへ移籍した。
2020年9月25日、アダナ・デミルスポルに移籍した。
2021年2月1日、LRヴィチェンツァ・ヴィルトゥスに移籍した。

## 代表歴
2008年3月25日、2009 U-21欧州選手権予選のアゼルバイジャン戦でU-21イタリア代表デビュー。U-23イタリア五輪代表では、北京オリンピックに出場する代表メンバー選考を兼ねたトゥーロン・トーナメントのGL初戦、コートジボワール戦でデビューを果たす。また、2日後のトルコ戦では代表初ゴールを挙げている。

## タイトル

### クラブ
ユヴェントス
- コッパ・イタリア・プリマヴェーラ（英語版） : 2006-07
- セリエB : 2006-07

バーリ
- セリエB : 2008-09

ホンヴェード
- ネムゼティ・バイノクシャーグI : 2016-17

フェレンツヴァーロシュ
- ネムゼティ・バイノクシャーグI : 2018-19

ブダペスト・ホンヴェード
- マジャル・クパ : 2019-20

### 個人
- トルネオ・ディ・ヴィアレッジョ得点王 : 2007（7得点）
- ネムゼティ・バイノクシャーグI得点王 : 2017-18（18得点）, 2018-19（16得点）